# اسا سسته
اسا سسته (فنلاندی: Esa Seeste; ۴ ژوئیهٔ ۱۹۱۳ – ۲ اکتبر ۱۹۹۷) ژیمناست هنری اهل فنلاند بود.